# Репко, Евгений Григорьевич
Евгений Григорьевич Репко (Женя Репко) (1926—1943) — пионер-партизан, подпольщик, защитник города Ростова-на-Дону в годы Великой Отечественной войны.

## Биография
Родился Женя Репко 22 декабря 1926 года в Верхне-Гниловском посёлке станицы Гниловской города Ростов-на-Дону. Отец — Григорий Павлович Репко, мать — Анна Александровна Репко. Евгений учился в ростовской школе № 59. Когда началась Великая Отечественная война Жене Репко было четырнадцать лет. В июле 1942 года фашисты захватили город Ростов-на-Дону. Женя Репко и его друзья решили бороться с немецкими оккупантами. Они обратились за советом к своему школьному учителю Владимиру Николаевичу Базыкину, который посоветовал создать подпольную группу для борьбы с фашистами. Эту группу возглавил Николай Александрович Зотов, в партизанской группе было одиннадцать человек. Ребята начали вести борьбу с гитлеровцами: совершили налёт на немецкий военный склад, откуда вынесли оружие, гранаты и запалы. В Ростове-на-Дону расклеивали листовки, подожгли гитлеровский склад с боеприпасами.
В феврале 1943 года советские бойцы Красной Армии прорывались к Ростову-на-Дону. Женя Репко и его друзья: Николай Серьянов и Виктор Козлов побежали на встречу к советским воинам, где их встретили на улице Портовой, ребята сообщили им о расположении немецких воинских частей и складов. Евгений проявил смелость и находчивость провёл разведчиков 28-й армии к фашистским позициям, к водокачке, где восьмого февраля 1943 года юный герой Евгений Репко погиб при подавлении гитлеровской огневой точки.
Шестнадцатилетний Евгений Репко был похоронен в городе Ростове-на-дону на Верхне-Гниловском кладбище. В 2019 году на месте захоронения Жени Репко были восстановлены два памятника — Репко Евгению и его отцу — Григорию Павловичу Репко.